# Marek Orski

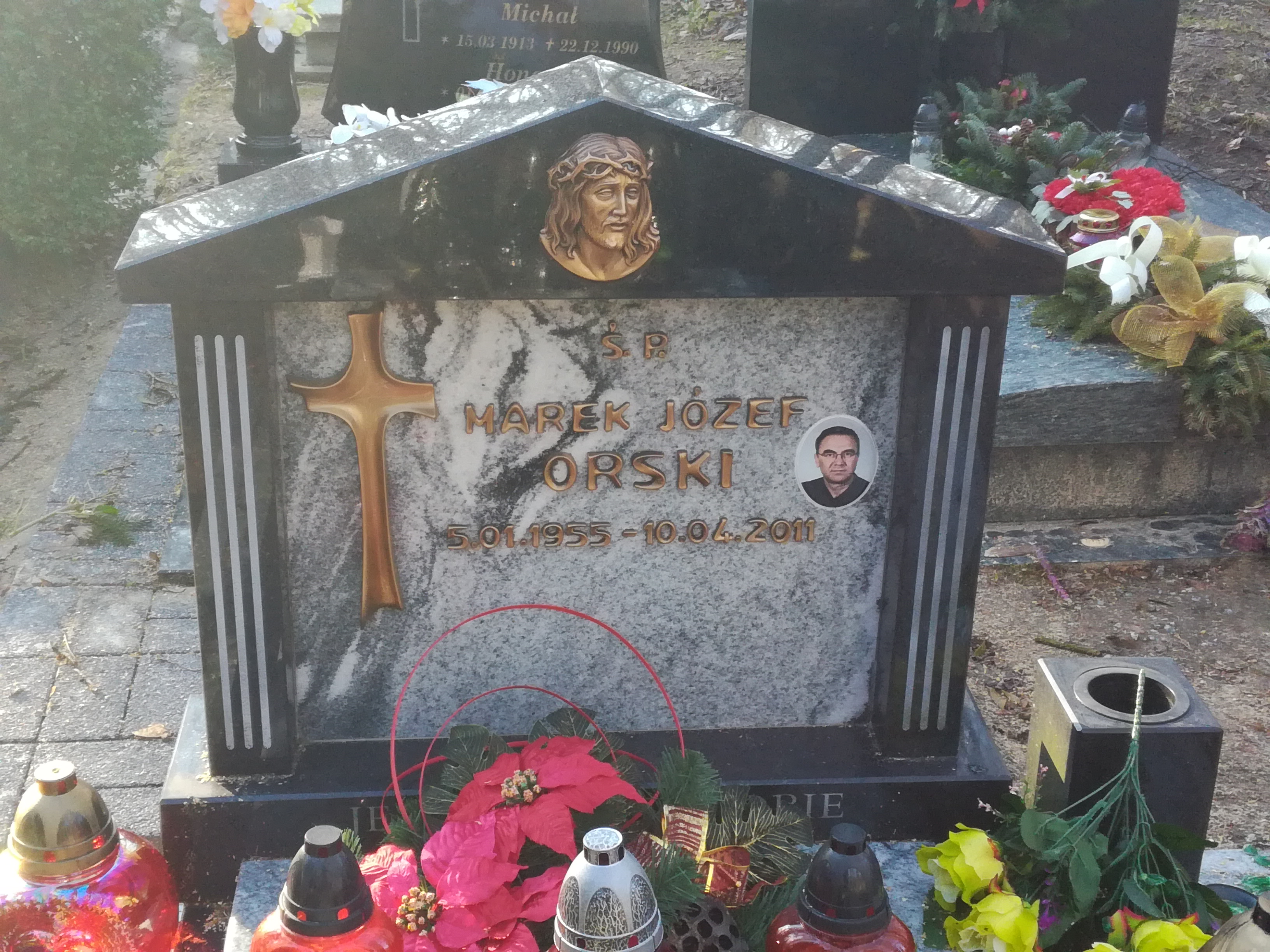
grób prof. Marka Orskiego na cmentarzu Srebrzysko w Gdańsku

Marek Orski (ur. 5 stycznia 1955 w Gdańsku, zm. 10 kwietnia 2011) – prof. Uniwersytetu Gdańskiego, dr hab. 

## Życiorys
Ukończył studia  historyczne na Uniwersytecie Gdańskim w 1978 r. i w tym samym roku podjął pracę w Muzeum Stutthof w Sztutowie. Od roku 1980 pracował w Dziale Naukowym w  Oddziale Muzeum Stutthof w Sopocie, pełniąc od roku 2003 funkcję kierownika tej placówki. W 1983 r. pod kierunkiem naukowym prof. dr hab. Bogusława Drewniaka napisał pracę „Praca więźniów w systemie hitlerowskiego obozu Stutthof. Organizacja pracy i metody eksploatacji siły roboczej” i uzyskał stopień doktora  na Uniwersytecie Gdańskim.
W 2001 r. na Uniwersytecie Mikołaja Kopernika w Toruniu uzyskał stopień naukowy doktora habilitowanego na podstawie oceny ogólnego dorobku naukowego i przedłożonej pracy „Przedsiębiorstwa SS i firmy prywatne – najemcy siły roboczej obozu koncentracyjnego Stutthof w latach 1939 – 1945” będącej kontynuacją tematu rozpoczętego w pracy doktorskiej. Ostatnią część tryptyku poświęconego ekonomicznym zagadnieniom funkcjonowania obozu Stutthof, stanowi wydana w 2004 r. publikacja o organizacji i działalności filii tego obozu w latach 1939 – 1945: „Filie obozu koncentracyjnego Stutthof w latach 1939 – 1945”. Jej poszerzona wersja została wydana w 2007 r. w wielotomowym wydawnictwie monachijskim C.H. Beck „Der Ort des Terrors. Geschichte der nationalsozialistischen Konzentrationslager”, pod redakcją W. Benza i B. Distel, w 2010 w  wydawnictwie włoskim Mursia w Mediolanie “ Il Libro dei Deportati, La galassia concentrazionaria SS 1939-1945” vol. 3, pod red. B. Mantelli i N. Tranfaglia a w 2009 i 2011 r. w prestiżowym, wydaniu amerykańskiej „Encyclopedia of camps and ghettos 1933 – 1945, vol. I i vol. II pod redakcją G. P. Megargee w wydawnictwie Indiana University Press przy współpracy z U.S. Holocaust Memorial Museum, Bloomington 2009 i 2011 r. W 2004 r. podjął pracę na stanowisku profesora w Gdańskiej Wyższej Szkole Humanistycznej, a od 2005 r. zatrudniony był jako profesor w Instytucie Politologii Wydziału Nauk Społecznych Uniwersytetu Gdańskiego. Rozwijał i publikował tu prace naukowe oraz prowadził zajęcia dydaktyczne: wykłady, seminaria licencjackie i magisterskie oraz  wykłady na studiach doktoranckich.  Do końca pracował w Oddziale Muzeum Stutthof w Sopocie oraz w  Instytucie Politologii UG.
Marek Orski był autorem i współautorem wielu książek oraz ponad stu pięćdziesięciu artykułów i recenzji z zakresu systemu niemieckich obozów koncentracyjnych, w tym zwłaszcza dziejów niemieckiego obozu Stutthof i okupacji Pomorza Gdańskiego w okresie II wojny światowej. Swoje prace naukowe z uznaniem publikował w Polsce, we Francji, Belgii, Słowacji, Izraelu, Niemczech, Włoszech, Stanach Zjednoczonych. Jego dorobek naukowy i niekwestionowany autorytet międzynarodowy stawiają go w gronie najważniejszych pracowników Muzeum Stutthof w Sztutowie i Instytutu Politologii Wydziału Nauk Społecznych Uniwersytetu Gdańskiego.
Pochowany na gdańskim cmentarzu Srebrzysko (rejon  VIII, kwatera VI-5-15).
Marek Orski – wybrane publikacje:
| 1. Wehrmacht Camps System (2011, pr.zb.) |
| 2. Die vernichtung von Haftlingen des Konzentrationslagers Stutthof durch das Giftgas Zyklon B (2011) |
| 3. Obozy w Działdowie w latach II wojny światowej (2010) Wersja Online (str. 245-263) |
| 4. Obywatele francuscy w obozie koncentracyjnym Stutthof w latach 1941-194 (2010) |
| 5. Il campo di concentramento di Stutthof (1939-1945) (2010) |
| 6. Stutthof Subcamp System (2009) |
| 7. Losy powstańców słowackich w obozach niemieckich na Pomorzu Gdańskim. Listopad 1944-maj 1945 (2008) |
| 8. The last days of the Mauthausen-Gusen camp (2005) |
| 9. Ostatnie dni obozu Mauthausen-Gusen (2005) |
| 10. Gusen 2004. The past and the present (2004) |
| 11. Gusen 2004. Przeszłość i Teraźniejszość (2004) |
| 12. Filie obozu koncentracyjnego Stutthof w latach 1939-1945 (2004) |
| 13. Przedsiębiorstwa SS i firmy prywatne – najemcy siły roboczej obozu koncentracyjnego Stutthof w latach 1939-1945 (2001) |
| 14. Niewolnicza praca więźniów obozu koncentracyjnego Stutthof w latach 1939 -1945 (1999) |
| 15. Organisation und Ordnungsprinzipien des Lagers Stutthof (1998) |
| 16. Czesi, Słowacy i Jugosłowianie w KL Stutthof. The Czechs, Slovaks and Yugoslavs in Stutthof Concentration Camp (1997) |
| 17. The Americans in KL Stutthof. Amerykanie w KL Stutthof (1996) |
| 18. Belgowie, Holendrzy i Luksemburczycy w KL Stutthof (1996) |
| 19. Gli Italiani nel KL Stutthof. Włosi w KL Stutthof (1996) |
| 20. Ostatnie dni obozu Stutthof. The last days of KL Stutthof (1995 i 1998) |
| 21. Des Français au KL Stutthof. Francuzi w KL Stutthof (1995) |
| 22. Hopehill. Filia obozu koncentracyjnego Stutthof w Nadbrzeżu (1994) |
| 23. Poligon SS na Pomorzu Gdańskim. Filia obozu koncentracyjnego Stutthof i obozy dla ludności cywilnej ewakuowanej z Warszawy (1992) |
| 24. Filie obozu koncentracyjnego Stutthof na terenie miasta Elbląga w latach 1940-1945 (1992) |
| 25. KL Stutthof obozem międzynarodowym; Struktura społeczna obozu. Więźniarski aparat nadzoru; Praca; Wykaz podobozów i większych komand zewnętrznych KL Stutthof „Stutthof Hitlerowski obóz koncentracyjny”(1988); w wersji niemieckiej: „Das Konzentrationslager Stutthof”(1996) |
| |
| |